# Cyclopes ida
Cyclopes ida és una espècie de pilós de la família dels ciclopèdids. Viu al Brasil, Colòmbia i el Perú. El seu hàbitat natural són els boscos. Es diferencia dels seus congèneres pel seu pelatge, que sol ser gris al dors, les potes i la cua, i de color groc clar al ventre. Manca de ratlla ventral. Alguns espècimens no tenen ratlla dorsal, mentre que d'altres en tenen una de poc conspícua.